# Adialytus veronicaecola
Adialytus veronicaecola är en stekelart som först beskrevs av Jaroslav Stary 1978.  Adialytus veronicaecola ingår i släktet Adialytus och familjen bracksteklar. Inga underarter finns listade i Catalogue of Life.